# برنامج شركاء مايكروسوفت للطلبة
برنامج شركاء مايكروسوفت للطلبة هو برنامج تعليمي عالمي، لرعاية الطلاب (سواء في الجامعات أو المدراس) المهتمين والشغوفين بكل ما له صلة بعالم الرقمية و التكنولوجيات الجديدة. بدأ البرنامج منذ عشر سنوات في خمسة عشر دولة.
و في بداية العام 2006 بدأ العمل به في قطاع مايكروسوفت لمناطق أوروبا والشرق الأوسط وإفريقيا.
وهو حاليا متوفر في أكثر من 101 دولة ومنطقة برصيد بشري يفوق 2800 عضو على مستوى العالم.

## نبذة
يعتبر برنامج شركاء مايكروسوفت للطلبة أو برنامج شركاء مايكروسوفت للطلبة برنامجا غير هادف للربح لتعريف وتمييز بعض الطلاب الموهوبين لالتزاماتهم وإنجازاتهم في برامج مايكروسوفت الأكاديمية. وهو برنامج سنوي يركز على إدخال التكنولوجيا والإبداع وتبادل الخبرات بين البيئة الأكاديمية والصناعة، إضافة إلى أنه يعزز لدى الطلاب روح المشاركة وتبادل المعرفة مع غيرهم من الطلاب، من خلال تقديمهم لورشات وتداريب في مهارات، لا تدرس عادة في الأوساط الأكاديمية، بما في ذلك المعارف من تقنيات مايكروسوفت داخل جامعاتهم، مدارسهم أو عبر الويب.إضافة إلى دعم الطلاب في مسابقة مايكروسوفت السنوية للطلبة كأس التخيل Imagine Cup

## مجالات الأنشطة
يتواجد شركاء مايكروسوفت للطلبة MSP داخل الحرم الجامعي لتقديم أنشطة في عدد من المجالات من بينها: عمل عروض تقديمية وندوات خاصة بالتكنولوجيا، المساهمة في استخدام حزمة مايكروسوفت للبرمجيات المقدمة ضمن برنامج شبكة مايكروسوفت للمطورين – التحالف الأكاديمي MSDNAA ، الإعلان عن المسابقات المحلية والمسابقات العالمية كمسابقة مايكروسوفت العالمية للطلبة كأس التخيل Imagine Cup وتقديم الدعم لمشاركين، دعوة الطلاب للحصول على دعوات لحضور المؤتمرات والأحداث التكنولوجية التي تنظمها شركة مايكروسوفت.

## الأنشطة التي يقدمها شركاء مايكروسوفت للطلبة بالجامعة
- إقامة ندوات وورش عمل دورية تتعلق بشرح إحدى التكنولوجيات أو المنتجات الخاصة بشركة مايكروسوفت أو أحد التكنولوجيات التي يهتم الطلاب بالحصول على مزيد من المعلومات عنها وكذلك عمل عروض تقديمية لزيادة الوعي التكنولوجي لدى الطلاب.
- المساهمة في تشجيع ودعم ومساعدة الطلاب الراغبين في الالتحاق والمسجلين في مسابقات مايكروسوفت المحلية والعالمية كمسابقة مايكروسوفت كأس التخيل Imagine Cup عن طريق عمل جلسات عمل تخص المسابقات وكذلك توزيع كتيبات وإلصاق إعلانات بخصوص المسابقات وأيضا عن طريق حملات دعائية. وأيضا المتابعة المستمرة والتوجيه والإرشاد للفرق المشتركة في مسابقة كأس التخيل Imagine Cup .
- العمل على تحقيق الربط بين المناهج الدراسية والتطورات التكنولوجية وذلك عن طريق عمل ورشات عمل لشرح البرمجيات والتكنولوجيات الجديدة والمتعلقة بالمناهج الدراسية وذلك تحت إشراف مدرس المادة.
- مساعدة الطلاب الراغبين في الحصول على الترخيص لدخول موقع دريم سبارك DreamSpark نسخة محفوظة 30 أبريل 2011 على موقع واي باك مشين. لتحميل برامج وأدوات مايكروسوفت مجاناً.
- المساهمة في توزيع نسخ مجانية من برمجيات وأدوات مايكروسوفت لتنمية مهارات الطلاب في تكنولوجيا المعلومات والبرمجة.
- توزيع كتيبات وإلصاق إعلانات التي تتعلق بمواعيد الندوات الخاصة بمايكروسوفت داخل الكلية.
- دعوة الطلاب الراغبين في حضور المؤتمرات والندوات التي تنظمها أو تحضرها مايكروسوفت مثل مؤتمر المطورين الخليج وغيرها من المؤتمرات.
- أداة الاتصال الرسمية بين شركة مايكروسوفت والطلبة وكذلك أعضاء هيئة التدريس بالجامعة.

## طريقة الانضمام
جميع الطلاب في الكليات والجامعات مؤهلون لتقديم طلباتهم.
و يتم ذلك عن طريق تعبئة هذه الاستمارة

## برنامج شبكة مايكروسوفت للمطورين – التحالف الأكاديمي MSDNAA
يُسمح لأي طالب بالجامعة من خلال برنامج MSDN AA بالحصول على نسخة مرخصة من حزمة متكاملة من البرمجيات التي تفيد في كافة التخصصات خلال فترة دراستهم وبعد تخرجهم أيضا. تشتمل النسخة على حزمة برمجيات متكاملة مجانية بالكامل كمنحة من مؤسسة مايكروسوفت ومن أهمها: (فيجوال ستوديو، ويندوز إكس بي، ويندوز فيستا نسخة الأعمال، الحزم الخدمية، أدوات التطوير، مجموعة أدوات من حزمة الأدوات المكتبية أوفيس وعدة برمجيات إدارة خوادم وقواعد بيانات وغيرها المزيد من البرمجيات الهامة). وكذلك يهدف هذا البرنامج دعم تنمية الاحتراف لدى الطلاب المتميزين في قطاع تكنولوجيا المعلومات. حيث بمجرد انضمام الجامعة للبرنامج، تحصل الجامعة على مساحة مجانية من قبل مايكروسوفت لتمكين الطلاب من تحميل البرمجيات الموجودة بالحزمة عن طريق حساب مجاني خاص لكل طالب يشمل الحصول على ترخيص الاستخدام باسم الطالب ويتم إنشاءه بمعرفة الشريك الخاص بمايكروسوفت من الطلبة طبقاً للإجراءات المنصوص عليها في اتفاقية الشراكة بين مايكروسوفت والمؤسسة الأكاديمية.

## مسابقة مايكروسوفت العالمية للطلبة:كأس التخيل
كأس التخيل هي مسابقة تمثل الطريقة التي تتبعها مايكروسوفت لتشجيع الشباب لاستخدام خيالهم وإبداعهم وقدراتهم لكي يبدعوا في المجال التكنولوجي ومن ثم استخدامها في تحسين العالم الذي نعيش فيه.
بدأت مسابقة مايكروسوفت كأس التخيل في عام 2003.
و تستهدف المسابقة طلاب كليات الهندسة أقسام هندسة معلوماتية وكليات الحسابات والمعلومات وأقسام علوم الحاسب بكليات العلوم في جميع جامعات ومعاهد العالم.

## Student 2 Business
Students to Business عبارة عن برنامج يساعد الطلبة على الربط بين دراستهم وبين سوق العمل خاصة سوق تكنولوجيا المعلومات خارج الكلية، عن طريق شركاء مايكروسوفت.
ويركز على تنمية المهارات الشخصية ومهارات الاتصال الفعال ومهارات العروض التقديمية لدى الطلبة Communications Skills & Presentation Skills.

## وصلات خارجية
الموقع الرسمي

شركاء مايكروسوفت للطلبة-عربي

مسابقة كأس التخيل:The imaginecup

Dreamspark

Student 2 Business